# AFZ-DerWald
AFZ-DerWald ist ein Fachmagazin für Forstwirtschaft und Forstwissenschaft.

## Inhalt
Das Magazin enthält Berichte, Produktneuheiten und Nachrichten der Forstbranche. Neben dem gedruckten Magazin ist die Publikation für Abonnenten auch in digitaler Form erhältlich. Verleger des zweimal monatlich erscheinenden Magazins ist der Deutsche Landwirtschaftsverlag.

## Geschichte
Unter dem Titel Allgemeine Forstzeitschrift (AFZ) erschien am 1. August 1946 im Bayerischen Landwirtschaftsverlag mit Sitz in München das erste Forstfachmagazin der Nachkriegszeit, das sich an Forstverwaltungen, Waldbesitzerverbände und Forstbetriebe in den südlichen Landesteilen richtete.
1995 erfolgte der Zusammenschluss mit der Fachzeitschrift DerWald zur Zeitschrift AFZ-DerWald. Seit dem Jahr 2001 erscheint AFZ-DerWald im Deutschen Landwirtschaftsverlag GmbH, der aus einer Fusion vom Bayerischen Landwirtschaftsverlag und Landbuch-Verlag Hannover entstand. Im Jahr 2011 erfolgte der Zusammenschluss mit der Zeitschrift Forst&Holz. Seit 2021 wird AFZ-DerWald auch als Digitalmagazin publiziert.